# Ronald Clark O'Bryan
Ronald Clarck O'Bryan (19 de octubre de 1944 - 31 de marzo de 1984) (Apodado en un principio como "The Pixy Stix Killer" y más tarde conocido como "Candyman") fue un asesino de Pasadena, Texas que asesinó a su hijo Timothy de ocho años el Halloween de 1974 envenenándolo con un caramelo al que había añadido cianuro (marca Pixy Stix tamaño gigante) con el fin de obtener 20.000 dólares por el seguro de vida del niño.

Además distribuyó caramelos envenenados a otros niños (ninguno los comió) en un intento de encubrir su crimen. O'Brian, que arrastraba fuertes deudas económicas, había adquirido recientemente una póliza de seguro de vida de 40.000 dólares para sus dos hijos Timothy y Elizabeth. Elizabeth no comió nada del lote envenenado.
Ronald fue ejecutado mediante inyección letal el 31 de marzo de 1984. Sus últimas palabras fueron:

"Lo que está a punto de ocurrir en unos momentos esta mal. No obstante, nosotros como seres humanos nos equivocamos y cometemos errores. Esta ejecución es uno de esos errores, pero eso no quiere decir que todo nuestro sistema de justicia este mal.
Por ello, perdonaré a todos los que hayan tomado parte de cualquier manera en mi muerte. También por todo aquel al que haya ofendido de cualquier modo durante mis 39 años de vida, rezaré y pedire su perdón, tal y como yo haré con todo aquel que me haya ofendido de cualquier modo. Y rezaré y pediré a Dios piedad y perdón para todos los hombres.
Para mis seres queridos, amplio mi amor inmortal. Para mis seres cercanos, sabed en vuestros corazones que os amo a todos y cada uno de vosotros. Que Dios os bendiga a todos y que los mejores deseos de Dios siempre os acompañen."

Ronald C. O'Bryan

PD: "Durante mi estancia aqui, he sido tratado bien por todo el personal de T.D.C."

Después de que el crimen de O'Bryan se hiciera público, se implementaron programas de seguridad para Halloween en Pasadena en los cuales se enseñaba a los padres métodos para evaluar la seguridad de pedir caramelos en casa de los vecinos mediante la inspección visual.